# Днепровский район (Херсон)
Днепровский район (укр. Дніпро́вський райо́н) — административный район города Херсона (Украина), созданный 4 января 1965 года в ходе административно-территориальной реформы устройства города. В состав района входят микрорайоны: Мельницы, ХБК, Текстильный, Стеклотары, Слободка (1-я, 2-я), Военное, Восточный. К нему примыкают поселки и микрорайоны Антоновка, Молодёжное, Зеленовка, Петровка, Богдановка, Солнечное, Надднепровское и Инженерное (Октябрьское).

## Население

### Языковой состав
Родной язык населения по данным переписи 2001 года:
| Язык       | Численность, чел. | Доля     |
| ---------- | ----------------- | -------- |
| Украинский | 45 557            | 56,70 %  |
| Русский    | 33 922            | 42,22 %  |
| Другое     | 871               | 1,08 %   |
| Итого      | 80 350            | 100,00 % |

## География
Район занимает северо-восточную часть городской застройки Херсона. Его естественной восточной границей служит правый берег реки Днепр, откуда и название. В настоящее время район включает в себя исторически первое предместье города периода Российской империи конца XVIII века — Военный Форштадт («Военка»).
Юго-западная граница начинается от реки Днепр, пересекает мемориал Вечного огня, поднимается по улице Артиллерийской до улицы Перекопской, огибает Парк культуры и отдыха имени Ленинского Комсомола, затем проходит по улице Кременчугской до улицы Ладычука. Далее границей служит улица Паровозная и полотно железной дороги на западе, упирающееся в кладбище Святого Иософата. В пределах района полностью расположены Приднепровский парк и парк имени Шумского. Из спортивной инфраструктуры имеется стадион «Старт» и спортплощадки. Администрация района расположена по адресу улица Перекопская, 166.

## Экономика
В экономическом плане основная специализация района — индустриальная.